# Eritreisch-italienische Beziehungen
Die eritreisch-italienischen Beziehungen behandeln die aktuellen und vergangenen Beziehungen zwischen dem Staat Eritrea und der Italienischen Republik. Beide sind Mitglieder der Vereinten Nationen.

## Geschichte
Zwischen den Jahren 1869 und 1890 übernahm das Königreich Italien die Kontrolle über das Gebiet des heutigen Eritreas. Die Gebiete im heutigen Massua, Assab und Asmara wurden vereinigt und am 1. Januar 1890 wurde die Kolonie Eritrea ausgerufen.
Die Anfänge der Kolonisation und Präsenz der Italiener auf Eritrea schienen in ihren ersten Jahren kein großes Problem für die eritreischen Mönche und Frauen gewesen zu sein. Doch obwohl die Mönche selbst dem christlichen Glauben folgten, störte sie der christliche Glaube der Italiener, da sie in ihren Augen kein richtiges Christentum praktizieren würden. Die Grundwerte der Mönche bestanden aus der Bibel und den Ernährungsregeln. In gebührender Sorgfalt haben die Mönche ihren Anhängern sogar diktiert, selbst in Zeiten der Knappheit, nichts zu essen, was die Italiener angefasst oder ihnen gegeben haben, und auch wurden die Frauen gewarnt, Süßigkeiten oder Weizenmehl von den Italienern anzunehmen, da sie die Sorge hatten, die Italiener würden versuchen, die Frauen und Kinder der Eritreer durch Süßzeug für sie zu gewinnen.

### Kolonialzeiten
Der erste Gouverneur der Kolonie Eritrea war der italienische General Baldissera Orero. Er förderte die Einwanderung von Italienern, allen voran der Landwirte, in die Kolonie. Während dieser Periode wurden die Eritreer indes als billige Arbeitskräfte ausgebeutet, dadurch entstanden neue Sozialklassen und die Kolonie erlebte einen wirtschaftlichen Aufschwung. Die einheimische Bevölkerung Eritreas wurde durch die italienische Kolonialpolitik enteignet und in ihren Rechten stark eingeschränkt. Zudem wurden politische Gegner sowie Rebellen unter Orero und ab Februar 1892 von seinem Nachfolger Oreste Baratieri stark bekämpft. Baratieris Führungsstil beruhte auf einer diskriminierenden Rassenpolitik, weshalb es 1894 zu einer Revolte der Einheimischen kam, die wiederum durch die Kolonialherrscher niedergeschlagen wurde. Von Eritrea aus startete Italien dann nach den Schlachten von Coatit und Senafe 1895 noch seinen Eroberungsfeldzug gegen Abessinien, der 1896 in der Schlacht von Adua für Italien mit einer demütigenden Niederlage zu Ende ging.
Im Jahr 1935 wurde die Kolonie die Aufmarschbasis für den zweiten italienischen Eroberungsfeldzug gegen Abessinien, den Italienisch-Äthiopischen Krieg. Nun wurde Eritrea als eine Provinz in die Kolonie Italienisch-Ostafrika eingegliedert, eine Vereinigung der Kolonie Italienisch-Somaliland (darunter auch Oltre Giuba) und des besetzten Äthiopiens. In Italienisch-Ostafrika wurde die Wirtschaft gefördert, so wurden beispielsweise Unternehmen wie die Birra Melotti gegründet, die erste Brauerei Eritreas. Während der faschistischen Herrschaft Italiens über Eritrea, ließ Mussolini jeweils katholische, orthodoxe und muslimische Gotteshäuser im Zentrum der Hauptstadt Asmara errichten. 1941 endete die italienische Herrschaft über das Gebiet Eritrea und die Briten eroberten das Gebiet vollständig. 1935 wurde auch in Italien sowie in der Kolonie Eritrea das Propagandalied Faccetta nera im Radio gesendet, das auf eine (fiktive) Abessinierin anspielt, die sehnsüchtig auf die italienischen Soldaten wartet. Das Lied gilt bis heute noch als Symbol italienischer Kolonialpolitik.

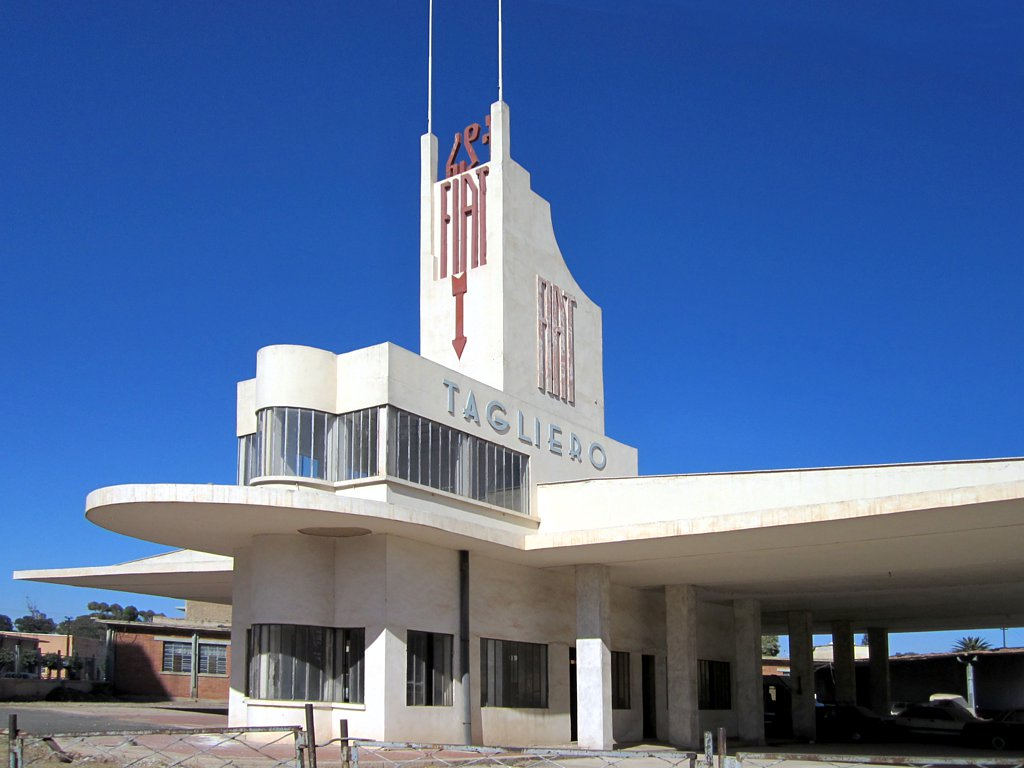
Die 1938 gebaute Tankstelle Fiat Tagliero wurde als Teil Asmaras in die UNESCO-Welterbeliste aufgenommen

Asmara, die heutige Hauptstadt Eritreas, war früher auch unter dem Namen piccolo Roma (zu Dt. Kleines Rom) bekannt und war ein bekanntes Reiseziel für die einheimische und italienische Bevölkerung. Noch heute ist die Stadt von italienischer Architektur und Bauweisen geprägt.

## Nachkriegszeit und bis heute
Am 2. Dezember 1950 verlängerte die Generalversammlung der Vereinten Nationen das britische Mandat über Eritrea, welches Italien im Vertrag von 1947 anerkannt hatte. Eritrea wurde am 15. September 1952 in die Obhut der kurz davor gegründeten Vereinten Nationen übergeben.
Als Eritrea 1993 seine Unabhängigkeit von Äthiopien erlangte, war Italien eine der ersten Nationen der Welt, die den neuen Staat Eritrea anerkannte. Heute sind eritreische Flüchtlinge häufig in Italien ansässig, und viele werden von den italienischen Einheimischen gut aufgenommen, wenn auch nicht ganz ohne Misstrauen und Feindseligkeit. Bis heute verdrängen die italienischen Medien die brutalen Aspekte der italienischen Kolonialpolitik und bis heute besteht noch Fremdenfeindlichkeit gegenüber Eritreern.